# きりはまビーチ駅
きりはまビーチ駅（きりはまビーチえき）は、かつて兵庫県城崎郡竹野町（現在は豊岡市）切浜にあった西日本旅客鉄道（JR西日本）の臨時駅である。
前身の切浜海水浴場駅（きりはまかいすいよくじょうえき）として1985年（昭和60年） - 1986年（昭和61年）、きりはまビーチ駅として1994年（平成6年） - 1996年（平成8年）の夏季、山陰本線の竹野駅・佐津駅間に海水浴客の便を図って設置されていた。
一時は特急「はまかぜ」が臨時停車するなど力を入れていたが、利用が伸びず1996年（平成8年）の営業を最後に廃止された。

## 歴史
- 1985年（昭和60年）7月27日：国鉄の臨時駅として切浜海水浴場駅が開業。
- 1986年（昭和61年）8月1日：廃止[1]。
- 1994年（平成6年）7月23日：JR西日本の臨時駅としてきりはまビーチ駅が開業[1][2]。
- 1996年（平成8年）8月21日：廃止[1]。

## 駅構造
単式ホーム1面1線を有する駅であったが、（線路の北側に設けた）ホームそのものは仮設足場で組まれていたため、営業時以外は撤去していた。なお、開業初年はホームが無く、キハ58系気動車2両編成による臨時列車（1往復）を切浜海水浴場の脇に停めて、（同列車の）連結面寄り2ヵ所の扉と地面の間に歩み板を渡して乗客の乗降りを行っていた。

## 駅周辺
- 切浜海水浴場
- 兵庫県道・京都府道11号香美久美浜線

## 隣の駅
西日本旅客鉄道（JR西日本）
山陰本線
竹野駅 - きりはまビーチ駅 - （相谷信号場） - 佐津駅